# Apelgården
Apelgården is een wijk in het stadsdeel Rosengård van de Zweedse stad Malmö. De wijk telt 3.948 inwoners (2013) en heeft een oppervlakte van 0,23 km².

## Demografie
Rond 1 januari 2008 telde de wijk 3.546 inwoners, waarvan 61 procent in het buitenland geboren was. 19 procent werd in Zweden geboren, maar had een ouder die in het buitenland geboren was. De meeste immigranten waren afkomstig uit Joegoslavië, Bosnië en Herzegovina, Denemarken, Turkije en Polen.